# Simferopol
Simferopol (ukrajinsko Сімферополь, rusko Симферополь) ali Simferopil (ukrajinsko Симферопіль), znan tudi s krimskim tatarskim imenom Akmesdžit, je drugo največje mesto na polotoku Krimu. Simferopol je glavno mesto ukrajinske Avtonomne republike Krim. 
Mesto od leta 2014 okupira Rusija, ki je tistega leta Krim tudi enostransko anektirala in ga obravnava kot glavno mesto Republike Krim, česar pa mednarodna skupnost ne priznava. 
Simferopol je pomembno politično, gospodarsko in prometno središče polotoka ter služi kot upravno središče občine Simferopol in Simferopolskega rajona. Leta 2014 je imel 332.317 prebivalcev.
Ruska carica Katarina Velika je po priključitvi Krimskega kanata k Ruskemu carstvu leta 1784 ukazala »ustanovitev« Simferopola na mestu že obstoječega krimskotatarskega mesta Akmesdžit (v prevodu Bela mošeja). 

## Zgodovina

### Zgodnja zgodovina
Arheološki dokazi v jami Čorkurča kažejo na prisotnost starodavnih naseljencev v okolici  sodobnega Simferopola. V mestu se nahaja tudi Skitski Neapolis, znan samo po grškem imenu, ki je ostanek starodavne prestolnice krimskih Skitov, ki so živeli na ozemlju od 3. stoletja pr. n. št. 4. stoletja n. št.
Na tem mestu so kasneje Krimski Tatari ustanovili mesto Akmesdžit, ki je bil nekaj časa rezidenca krimskega sultana (kalga), drugega  najpomembnejšega moža v Krimskem kanatu za samim kanom. Ta del mesta se zdaj imenuje Stari Simferopol.

### Rusko carstvo
Simferopol je bil ustanovljen leta 1784 po priključitvi Krimskega kanata k Ruskemu imperiju. Ime Simferopol (grško Συμφερόπολις, Simferopolis) dobesedno pomeni "mesto uporabnosti". Tradicija grških krajevnih imen na novo osvojenih južnih ozemljih se je začela po načrtih carice Katarine Velike. Leta 1802 je Simferopol postal upravno središče gubernije Taurida. Med krimsko vojno 1854–1856 so bile v mestu nameščene rezerve ruske cesarske vojske in bolnišnica. Po vojni je bilo v okolici mesta pokopanih več kot 30.000 ruskih vojakov. 

### Vojne 20. stoletja
V 20. stoletju so Simferopol ponovno prizadele vojne in konflikti v regiji. Ob koncu ruske državljanske vojne je bil tam štab generala Pjotra Wrangela, vodje protiboljševiške Bele armade. 13. novembra 1920 je Rdeča armada zavzela mesto in 18. oktobra 1921 je Simferopol postal glavno mesto Krimske avtonomne sovjetske socialistične republike. 
Med drugo svetovno vojno je Simferopol od 1. novembra 1941 do 13. aprila 1944 okupirala nacistična Nemčija. Umikajoča se policija NKVD je 31. oktobra 1941 ustrelila številne zapornike v stavbi NKVD in mestnem zaporu. Nemci so v Simferopolu zagrešili enega največjih vojnih pobojev in skupno ubili več kot 22.000 domačinov, večinoma Judov, Rusov, Krimčakov in Romov. Eden od velikih pobojev se je zgodil 9. decembra 1941, ko je Einsatzkommando 11b pod poveljstvom Wernerja Brauneja pobil približno 14.300 prebivalcev Simferopola, večinoma Judov.
Aprila 1944 je Rdeča armada osvobodila Simferopol. 18. maja 1944 je bilo krimsko tatarsko prebivalstvo mesta, skupaj s celotnim tatarskim prebivalstvom na Krimu kolektivno kaznovano s prisilno deportacijo v Srednjo Azijo zaradi domnevnega sodelovanja Tatarov z nacistično Nemčijo. 

### Ukrajina
26. aprila 1954 je sovjetski premier Nikita Hruščov Simferopol skupaj s preostalim delom Krimske oblasti iz Ruske Sovjetske federativne socialistične republike predal Ukrajinski Sovjetski socialistični republiki. 
Po referendumu 20. januarja 1991 je vrhovni sovjet Ukrajinske SSR 12. februarja 1991 povzdignil Krimsko oblast v Avtonomno sovjetsko socialistično republiko. Simferopol je postal glavno mesto Krimske avtonomne sovjetske socialistične republike. 
Po razpadu Sovjetske zveze leta 1991 je Simferopol postal glavno mesto Avtonomne republike Krim znotraj nove neodvisne Ukrajine. Danes ima mesto okoli 340.600 prebivalcev, večinoma etničnih Rusov. Manjšino tvorijo Ukrajinci in Krimski Tatari. 
Potem ko so Krimskim Tatarom v 90. letih 20. stoletja dovolili vrnitev iz izgnanstva, je bilo zgrajenih več novih krimskotatarskih predmestij, saj se je v mesto vrnilo veliko več Tatarov, kot je bilo izgnanih leta 1944. Veliko nesoglasij povzročajo po deportaciji zasežena zemljišča, ki jih zdaj zahtevajo povratniki.

### Ruska aneksija
Potem ko je Rusija 18. marca 2014 zasedla in uradno priključila Krim, je bil Simferopol z dekretom ruskega predsednika Vladimirja Putina imenovan za glavno mesto novega zveznega subjekta Ruske federacije, ki obsega večino polotoka, z izjemo Sevastopola, ki je postal zvezno mesto. Mednarodno pravno Krim in s tem Simferopol ne pripada Rusiji. 
Pred zasegom mesta s strani Rusije so mestni Krimski Tatari organizirali množične proteste v podporo obstanku Krima kot dela Ukrajine.

## Zanimivost
2141 Simferopol se imenuje asteroid, ki ga je leta 1970 odkrila sovjetska astronomka Tamara Mihajlovna Smirnova.